# Marcjan Trofimiak

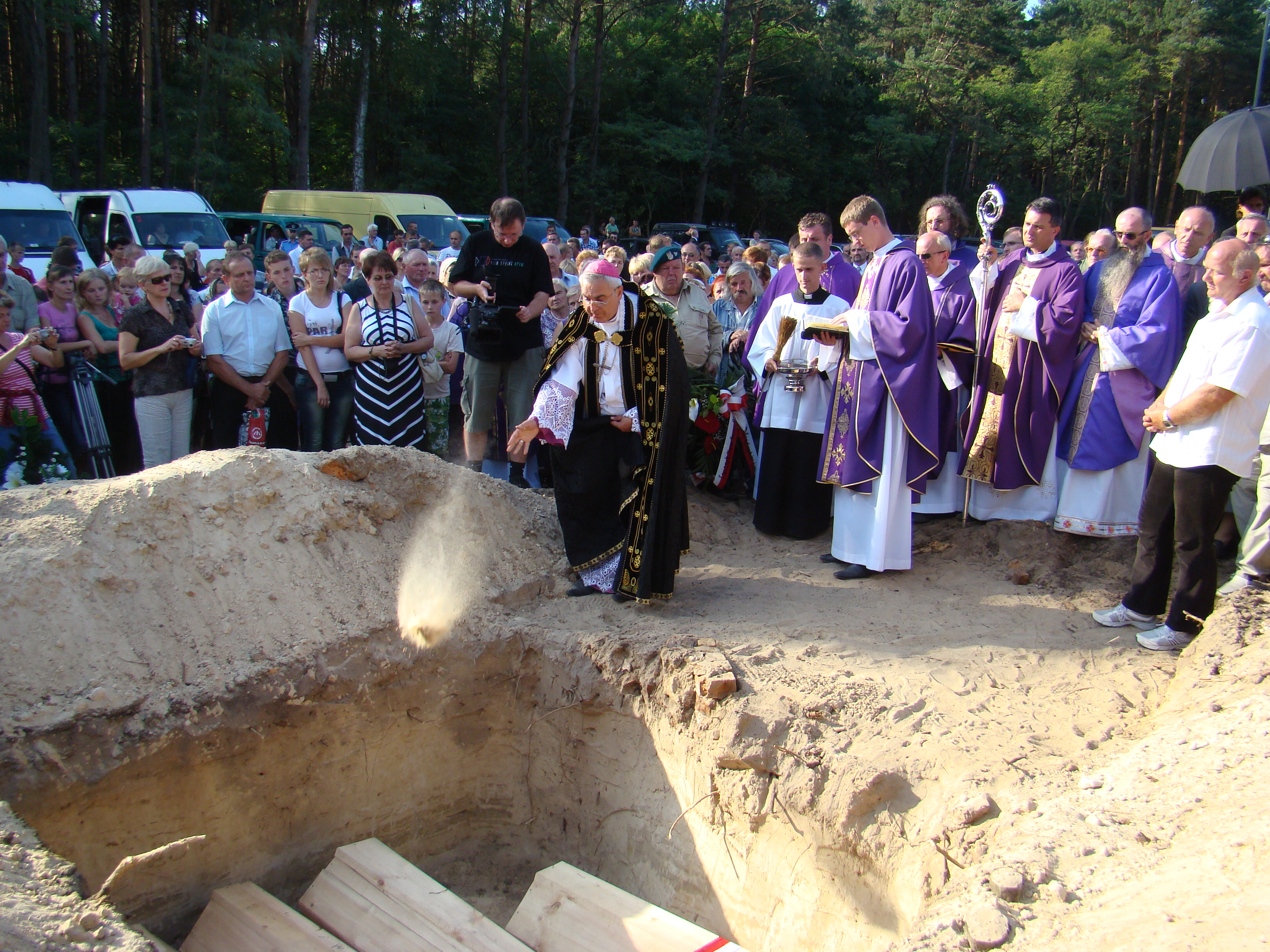
Biskup łucki Marcjan Trofimiak podczas pogrzebu szczątków ofiar zbrodni w Ostrówkach i w Woli Ostrowieckiej (2011)

Marcjan Trofimiak (ur. 16 kwietnia 1947 w Kozowej) – biskup rzymskokatolicki, biskup pomocniczy lwowski w latach 1991–1998, biskup diecezjalny łucki w latach 1998–2012.

## Życiorys
Urodził się w Kozowej w obwodzie tarnopolskim.
Święcenia kapłańskie otrzymał 26 maja 1974 w Rydze z rąk kardynała Julijansa Vaivodsa.
16 stycznia 1991 został mianowany biskupem pomocniczym archidiecezji lwowskiej. Sakrę biskupią przyjął z rąk arcybiskupa Mariana Jaworskiego 2 marca 1991. 25 marca 1998 został mianowany biskupem diecezjalnym diecezji łuckiej.
Przez dwie kadencje był wiceprzewodniczącym Konferencji Rzymskokatolickiego Episkopatu Ukrainy (do 2009). Przewodniczący Komisji ds. Liturgii i Sztuki Kościelnej episkopatu rzymskokatolickiego. W episkopacie rzymskokatolickim Ukrainy odpowiada za kontakty z władzami państwowymi.
24 lipca 2012 papież Benedykt XVI przyjął jego rezygnację z funkcji biskupa łuckiego.